# ウンソク
ウンソク（朝: 은석、英: Eunseok、2001年3月19日 - ）は大韓民国・ソウル特別市出身の歌手。韓国の男性アイドルグループ・RIIZEのメンバー。SMエンタテインメント所属。本名はソン・ウンソク（朝: 송은석、英: Song Eunseok、漢：宋恩奭）。身長180cm。

## 来歴

### 生い立ち
2001年3月19日、大韓民国で生まれる。中学3年生の頃、下校途中にSMエンタテインメントから路上キャスティングを受けた。以降、同社から4回スカウトされ、2017年にSMエンタテインメントに入社。
学生時代には、社会福祉士の資格取得を目指すためにボランティア活動をしていた。

### SMルーキーズ
2022年7月2日、日本人練習生のショウヘイ、のちにRIIZEとしてデビューするスンハンと共に、SMエンタテインメントのプレデビューチーム・SMルーキーズのメンバーとして公開された。11月17日からは、日本テレビのバラエティ番組『What's NCT!? 〜welcome to NCT Universe〜』に出演。

### RIIZEデビュー
2023年1月25日、『What's NCT!? 〜welcome to NCT Universe〜』の最終話にて、SM統括プロデューサーであるイ・スマン氏から、ウンソク・スンハンと共に年内のデビューが確定したことが発表された。
NCTの新グループとしてデビューが噂されていたが、同年5月24日、SM新人ボーイズグループに合流することが発表された。同じSMルーキーズのスンハンや、NCTとして活動していたショウタロウとソンチャンも合流する。
8月1日、RIIZEのメンバーとして、正式に公開され、9月4日にはRIIZEが1stシングルアルバム「Get A Guitar」をリリースし、デビューした。

## 出演

### テレビ番組
- What's NCT!? 〜welcome to NCT Universe〜（2022年11月17日 - 2023年1月25日、日本テレビ）[13]
- ショー!音楽中心（2023年9月9日・2024年4月13日、MBC）- MC[14]

### 映画
- トロールズ バンド・トゥゲザー<韓国語吹き替え版>（2023年、ドリームワークス・アニメーション）- ブランチ役[15]

### 雑誌
- 「WWD KOREA」夏号（2023年）[3]

### イベント
- ピーター・ドゥ 2023年春夏コレクション（2022年9月13日）[16]
- 映画「トロールズ バンド・トゥゲザー」ショーケース（2023年12月4日、メガボックスCOEX） [17]

### 公演
- SMTOWN LIVE 2022 : SMCU EXPRESS @HUMAN CITY_SUWON（2022年8月20日、水原ワールドカップ競技場）[18]
- SMTOWN LIVE 2022 : SMCU EXPRESS ＠TOKYO（2022年8月27日 - 29日、東京ドーム）[19]